# Sainte-Suzanne-sur-Vire
Sainte-Suzanne-sur-Vire – miejscowość i gmina we Francji, w regionie Normandia, w departamencie Manche. W 2013 roku populacja gminy wynosiła 670 mieszkańców. Przez miejscowość przepływa rzeka Vire. 